# Coupe de la Ligue japonaise de football 1993
Navigation
Coupe de la Ligue 1992 Coupe de la Ligue 1994
La coupe de la Ligue japonaise 1993 est la 2e édition de la Coupe de la Ligue japonaise, organisée par la J.League, elle oppose les 10 équipes de J.League et 3 équipes de JFL du 10 septembre 1993 au 23 novembre 1993.
Le vainqueur se qualifie pour la Coupe Suruga Bank.

## Format
Les 10 équipes de J.League 1993 et 3 équipes de JFL 1993 participent au tournoi.

## Phase de groupes
Les deux premiers de chaque groupe se qualifient pour les demi-finales.

### Groupe A
| Rang | Équipe                  | Pts | J | G | N | P | Bp | Bc | Diff |  | Résultats (▼ dom., ► ext.) | TOK | OSA | ANT | BEL | ICH | REY | HIR |
| ---- | ----------------------- | --- | - | - | - | - | -- | -- | ---- |  | -------------------------- | --- | --- | --- | --- | --- | --- | --- |
| 1    | Verdy Kawasaki (1)      | 4   | 6 | 4 | 0 | 2 | 13 | 9  | +4   |  | Verdy Kawasaki (1)         |     | 5-1 | 1-1 |     |     | 2-0 |     |
| 2    | Gamba Osaka (1)         | 4   | 6 | 4 | 0 | 2 | 15 | 13 | +2   |  | Gamba Osaka (1)            |     |     | 3-4 | 1-1 |     |     | 5-0 |
| 3    | Kashima Antlers (1)     | 4   | 6 | 4 | 0 | 2 | 10 | 8  | +2   |  | Kashima Antlers (1)        |     |     |     | 2-1 | 1-0 |     | 1-2 |
| 4    | Shonan Bellmare (2)     | 3   | 6 | 2 | 1 | 3 | 8  | 10 | -2   |  | Shonan Bellmare (2)        | 2-5 |     |     |     | 2-1 |     | 2-1 |
| 5    | JEF United Ichihara (1) | 2   | 6 | 2 | 0 | 4 | 10 | 8  | +2   |  | JEF United Ichihara (1)    | 5-0 | 3-4 |     |     |     | 0-1 |     |
| 6    | Kashiwa Reysol (2)      | 2   | 6 | 3 | 1 | 2 | 6  | 7  | -1   |  | Kashiwa Reysol (2)         |     | 0-1 | 1-1 | 0-0 |     |     |     |
| 7    | Sanfrecce Hiroshima (1) | 1   | 6 | 1 | 0 | 5 | 6  | 13 | -7   |  | Sanfrecce Hiroshima (1)    | 0-0 |     |     |     | 0-1 | 3-4 |     |

### Groupe B
| Rang | Équipe                   | Pts | J | G | N | P | Bp | Bc | Diff |  | Résultats (▼ dom., ► ext.) | SHI | FLU | IWA | NAG | YOK | URA |
| ---- | ------------------------ | --- | - | - | - | - | -- | -- | ---- |  | -------------------------- | --- | --- | --- | --- | --- | --- |
| 1    | Shimizu S-Pulse (1)      | 4   | 5 | 4 | 0 | 1 | 13 | 6  | +7   |  | Shimizu S-Pulse (1)        |     |     | 2-0 | 2-1 |     | 3-2 |
| 2    | Yokohama Flügels (1)     | 4   | 5 | 4 | 0 | 1 | 8  | 6  | +2   |  | Yokohama Flügels (1)       | 2-1 |     |     |     | 3-1 |     |
| 3    | Yamaha Motors FC (2)     | 2   | 5 | 2 | 0 | 3 | 9  | 7  | +2   |  | Yamaha Motors FC (2)       |     | 0-0 |     |     |     | 4-0 |
| 4    | Nagoya Grampus Eight (1) | 2   | 5 | 2 | 0 | 3 | 9  | 9  | 0    |  | Nagoya Grampus Eight (1)   |     | 1-0 | 1-3 |     | 4-1 |     |
| 5    | Yokohama Marinos (1)     | 2   | 5 | 2 | 0 | 3 | 7  | 13 | -6   |  | Yokohama Marinos (1)       | 1-5 |     | 2-0 |     |     |     |
| 6    | Mitsubishi Urawa FC (1)  | 1   | 5 | 1 | 0 | 4 | 7  | 12 | -5   |  | Mitsubishi Urawa FC (1)    |     | 0-0 |     | 3-2 | 1-2 |     |

## Phase finale
|  | Demi-finales                            | Demi-finales                    | Demi-finales                    | Demi-finales                    |                |                | Finale                          | Finale                          | Finale                          | Finale                          |
|  |                                         |                                 |                                 |                                 |                |                |                                 |                                 |                                 |                                 |
|  | Stade olympique national, Tokyo         | Stade olympique national, Tokyo | Stade olympique national, Tokyo | Stade olympique national, Tokyo |                |                | Stade olympique national, Tokyo | Stade olympique national, Tokyo | Stade olympique national, Tokyo | Stade olympique national, Tokyo |
|  | Verdy Kawasaki                          | Verdy Kawasaki                  | 2ap                             | 2ap                             |                |                | Stade olympique national, Tokyo | Stade olympique national, Tokyo | Stade olympique national, Tokyo | Stade olympique national, Tokyo |
|  | Verdy Kawasaki                          | Verdy Kawasaki                  | 2ap                             | 2ap                             |                |                | Stade olympique national, Tokyo | Stade olympique national, Tokyo | Stade olympique national, Tokyo | Stade olympique national, Tokyo |
|  | Yokohama Flügels                        | Yokohama Flügels                | 1                               | 1                               |                |                | Stade olympique national, Tokyo | Stade olympique national, Tokyo | Stade olympique national, Tokyo | Stade olympique national, Tokyo |
|  | Yokohama Flügels                        | Yokohama Flügels                | 1                               | 1                               | Verdy Kawasaki | Verdy Kawasaki | 2                               | 2                               |                                 |                                 |
|  | Stade commémoratif de l'Expo '70, Suita |                                 |                                 |                                 | Verdy Kawasaki | Verdy Kawasaki | 2                               | 2                               |                                 |                                 |
|  |                                         |                                 | Shimizu S-Pulse                 | Shimizu S-Pulse                 | 1              | 1              |                                 |                                 |                                 |                                 |
|  | Gamba Osaka                             | Gamba Osaka                     | Shimizu S-Pulse                 | Shimizu S-Pulse                 | 1              | 1              | 2                               | 2                               |                                 |                                 |
|  | Gamba Osaka                             | Gamba Osaka                     |                                 |                                 |                |                |                                 | 2                               |                                 |                                 |
|  | Shimizu S-Pulse                         | Shimizu S-Pulse                 | 4                               | 4                               |                |                |                                 |                                 |                                 |                                 |
|  | Shimizu S-Pulse                         | Shimizu S-Pulse                 | 4                               | 4                               |                |                |                                 |                                 |                                 |                                 |

### Demi-finales
| Club               | Score   | Club                 |
| ------------------ | ------- | -------------------- |
| Verdy Kawasaki (1) | 2 - 1ap | Yokohama Flügels (1) |
| Gamba Osaka (1)    | 2 - 4   | Shimizu S-Pulse (1)  |

| 23 octobre 1993 | Gamba Osaka                               | 2 - 4   | Shimizu S-Pulse                                    |                                                                                          |                                                                                          |
| 14h00 UTC+09:00 | Nagashima 57e 86e                         | (1 - 2) | 19e Tajima · 35e 75e Oenoki · 70e Manga            | Stade commémoratif de l'Expo '70, Suita Spectateurs : 20 497 Arbitrage : Masayoshi Okada | Stade commémoratif de l'Expo '70, Suita Spectateurs : 20 497 Arbitrage : Masayoshi Okada |
| 14h00 UTC+09:00 | Aleïnikov 21e · Metkov 49e · Jia 81e, 84e | Rapport | 28e Sidmar · 37e Aoshima · 44e Asakura · 53e Manga | Stade commémoratif de l'Expo '70, Suita Spectateurs : 20 497 Arbitrage : Masayoshi Okada | Stade commémoratif de l'Expo '70, Suita Spectateurs : 20 497 Arbitrage : Masayoshi Okada |

| 23 octobre 1993 | Verdy Kawasaki                      | 2 - 1 ap              | Yokohama Flügels                                               |                                                                                     |                                                                                     |
| 18h00 UTC+09:00 | Fujiyoshi 41e 106e                  | (1 - 0, 1 - 1, 1 - 1) | 59e Sorimachi                                                  | Stade olympique national, Tokyo Spectateurs : 50 633 Arbitrage : Juan Carlos Crespi | Stade olympique national, Tokyo Spectateurs : 50 633 Arbitrage : Juan Carlos Crespi |
| 18h00 UTC+09:00 | Kato 22e · Ishikawa 53e · Nagai 69e | Rapport               | 21e Maezono · 51e, 73e Moner · 105e Yamaguchi · 106e Sorimachi | Stade olympique national, Tokyo Spectateurs : 50 633 Arbitrage : Juan Carlos Crespi | Stade olympique national, Tokyo Spectateurs : 50 633 Arbitrage : Juan Carlos Crespi |

### Finale
| Kawasaki ·       |                     |     |
| Titulaires :     |                     |     |
|                  |                     |     |
| 01               | Shinkichi Kikuchi   |     |
| 06               | Tadashi Nakamura    |     |
| 04               | Eric van Rossum     |     |
| 03               | Luiz Carlos Pereira |     |
| 02               | Mitsuhiro Kawamoto  | 61e |
| 05               | Tetsuji Hashiratani |     |
| 08               | Tsuyoshi Kitazawa   |     |
| 10               | Ramos               |     |
| 07               | Bismarck            |     |
| 11               | Kazuyoshi Miura     |     |
| 09               | Nobuhiro Takeda     | 66e |
|                  |                     |     |
| Remplaçants :    |                     |     |
| 16               | Takayuki Fujikawa   |     |
| 15               | Yoshinori Abe       |     |
| 13               | Yoshiyuki Kato      |     |
| 14               | Hideki Nagai        | 61e |
| 12               | Shinji Fujiyoshi    | 66e |
|                  |                     |     |
| Entraîneur :     |                     |     |
| Yasutaro Matsuki |                     |     |

| Shimizu ·     |                    |     |
| Titulaires :  |                    |     |
|               |                    |     |
| 01            | Masanori Sanada    |     |
| 04            | Takumi Horiike     |     |
| 03            | Naoki Naito        |     |
| 02            | Marco Antônio      |     |
| 06            | Hiroaki Hiraoka    |     |
| 05            | Yasutoshi Miura    |     |
| 07            | Katsumi Oenoki     |     |
| 08            | Takamitsu Ota      |     |
| 11            | Jun Iwashita       | 76e |
| 09            | Kenta Hasegawa     |     |
| 10            | Masaaki Sawanobori |     |
|               |                    |     |
| Remplaçants : |                    |     |
| 16            | Katsumi Otaki      |     |
| 14            | Masao Sugimoto     |     |
| 13            | Ryuji Okada        |     |
| 12            | Hisashi Kato       | 76e |
| 15            | Tatsuru Mukojima   |     |
|               |                    |     |
| Entraîneur :  |                    |     |
| Émerson Leão  |                    |     |

| Kawasaki ·       |                     |     |
| Titulaires :     |                     |     |
|                  |                     |     |
| 01               | Shinkichi Kikuchi   |     |
| 06               | Tadashi Nakamura    |     |
| 04               | Eric van Rossum     |     |
| 03               | Luiz Carlos Pereira |     |
| 02               | Mitsuhiro Kawamoto  | 61e |
| 05               | Tetsuji Hashiratani |     |
| 08               | Tsuyoshi Kitazawa   |     |
| 10               | Ramos               |     |
| 07               | Bismarck            |     |
| 11               | Kazuyoshi Miura     |     |
| 09               | Nobuhiro Takeda     | 66e |
|                  |                     |     |
| Remplaçants :    |                     |     |
| 16               | Takayuki Fujikawa   |     |
| 15               | Yoshinori Abe       |     |
| 13               | Yoshiyuki Kato      |     |
| 14               | Hideki Nagai        | 61e |
| 12               | Shinji Fujiyoshi    | 66e |
|                  |                     |     |
| Entraîneur :     |                     |     |
| Yasutaro Matsuki |                     |     |

| Shimizu ·     |                    |     |
| Titulaires :  |                    |     |
|               |                    |     |
| 01            | Masanori Sanada    |     |
| 04            | Takumi Horiike     |     |
| 03            | Naoki Naito        |     |
| 02            | Marco Antônio      |     |
| 06            | Hiroaki Hiraoka    |     |
| 05            | Yasutoshi Miura    |     |
| 07            | Katsumi Oenoki     |     |
| 08            | Takamitsu Ota      |     |
| 11            | Jun Iwashita       | 76e |
| 09            | Kenta Hasegawa     |     |
| 10            | Masaaki Sawanobori |     |
|               |                    |     |
| Remplaçants : |                    |     |
| 16            | Katsumi Otaki      |     |
| 14            | Masao Sugimoto     |     |
| 13            | Ryuji Okada        |     |
| 12            | Hisashi Kato       | 76e |
| 15            | Tatsuru Mukojima   |     |
|               |                    |     |
| Entraîneur :  |                    |     |
| Émerson Leão  |                    |     |

## Statistiques

### Meilleurs buteurs
|                    | Buteur            | Club                 | Buts | MJ |
| ------------------ | ----------------- | -------------------- | ---- | -- |
| Médaille d'or      | Bismarck          | Verdy Kawasaki       | 6    | 7  |
| Médaille d'argent  | Jun Iwashita      | Shimizu S-Pulse      | 5    | 4  |
| Médaille de bronze | Akihiro Nagashima | Gamba Osaka          | 5    | 6  |
| 4                  | Gary Lineker      | Nagoya Grampus Eight | 4    | 5  |
| 5                  | Satoshi Okura     | Kashiwa Reysol       | 4    | 6  |